# Cave Spring (Geòrgia)
Cave Spring és una població dels Estats Units a l'estat de Geòrgia. Segons el cens del 2000 tenia 975 habitants.

## Demografia
Segons el cens del 2000, Cave Spring tenia 975 habitants, 404 habitatges, i 281 famílies. La densitat de població era de 93,6 habitants per km².
Dels 404 habitatges en un 28,2% hi vivien nens de menys de 18 anys, en un 52% hi vivien parelles casades, en un 14,9% dones solteres, i en un 30,2% no eren unitats familiars. En el 29,5% dels habitatges hi vivien persones soles el 15,3% de les quals corresponia a persones de 65 anys o més que vivien soles. El nombre mitjà de persones vivint en cada habitatge era de 2,36 i el nombre mitjà de persones que vivien en cada família era de 2,89.
Per edats la població es repartia de la següent manera: un 23,7% tenia menys de 18 anys, un 5,1% entre 18 i 24, un 23,8% entre 25 i 44, un 24,5% de 45 a 60 i un 22,9% 65 anys o més.
L'edat mediana era de 44 anys. Per cada 100 dones de 18 o més anys hi havia 75,5 homes.
La renda mediana per habitatge era de 33.750 $ i la renda mediana per família de 47.917 $. Els homes tenien una renda mediana de 35.395 $ mentre que les dones 20.962 $. La renda per capita de la població era de 17.850 $. Entorn del 14% de les famílies i el 15,1% de la població estaven per davall del llindar de pobresa.

## Poblacions més properes
El següent diagrama mostra les poblacions més properes.